# دوینوسور
دوینوسور (نام علمی: Dvinosaurus) نام یک سرده از راسته بریده‌مهرگان است.